# Suverenost
Suverenost je izvirna oblast vladanja in ukazovanja (oblast, ki nad sabo nima nobene višje oblasti). Je posedovanje najvišje oblasti v družbi; suveren je tisti, ki se mu podrejajo vsi drugi družbeni subjekti. Pojem kot prvi opredeli Jean Bodin v 16. stoletju. 
Najboljši primer suverenosti je državna suverenost. Ljudje živijo po različnih državah in vsaka izmed teh izvaja suverenost na svojem ozemlju in nad skupnostjo, ki na tem ozemlju živi oziroma se na tem ozemlju nahaja. Državna suverenost je najvišja moč države na njenem teritoriju (nobena druga organizacija, institucija, gospodarska družba itd. nima večje moči od države na njenem teritoriju). 
Iz tega izhaja, da je država posebna politična organizacija, ki je neodvisna (nad sabo ne priznava nobene višje oblasti), in suvereno določa pravila sama zase.
Poznamo več vrst suverenosti, med drugim: suverenost vladarja, suverenost ljudstva, (zakonodajna) suverenost parlamenta, narodna (nacionalna) suverenost, pravna suverenost in državna suverenost. 